# Brian Savegar
Brian Savegar (* 24. Juli 1932 in Abergavenny, Wales; † 31. März 2007) war ein britischer Artdirector und Szenenbildner, der einen Oscar für das beste Szenenbild sowie einen Emmy für herausragende Artdirection gewann.

## Leben
Savegar studierte nach dem Schulbesuch Kunst am Cardiff School of Art & Design der Cardiff Metropolitan University. Er begann seine Laufbahn als Artdirector und Szenenbildner 1981 bei dem Film Babylon und wirkte bis 2002 an der szenischen Ausstattung von über zwanzig Filmen und Fernsehserien mit.
Bei der Oscarverleihung 1987 gewann er zusammen mit Gianni Quaranta, Brian Ackland-Snow und Elio Altramura den Oscar für das beste Szenenbild in dem nach dem gleichnamigen Roman von E. M. Forster entstandenen Film Zimmer mit Aussicht (1985) von James Ivory mit Maggie Smith, Helena Bonham Carter und Denholm Elliott in den Hauptrollen.
1991 gewann er zusammen mit John C. Mula und Kevin Pfeiffer einen Emmy für die herausragende Artdirection in der Episode The Mating Dance der von der ABC zwischen 1991 und 1994 produzierten Ganzkörperpuppen-Fernsehserie Die Dinos nach einer Idee von Jim Henson.
Savegar war außerdem als Vertreter der Berufsgruppe der Artdirectoren Mitglied der Academy of Motion Picture Arts and Sciences.

## Filmografie (Auswahl)
- 1981: Babylon
- 1983: Princess Daisy (Fernsehfilm)
- 1985: Zimmer mit Aussicht
- 1986: Hold the Dream (Fernsehfilm)
- 1987: Maurice
- 1993: Trapped Alive
- 1995: Die Verblendeten (Fernsehfilm)
- 1999: Die Falle
- 2001: Die Wannseekonferenz
- 2002: Im Angesicht von Gut und Böse

## Auszeichnungen
- 1987: Oscar für das beste Szenenbild
- 1991: Emmy für herausragende Artdirection in einer Fernsehserie